# Escut de Flaçà
L'escut oficial de Flaçà té el següent blasonament:
Escut caironat partit: d'atzur i d'argent; ressaltant sobre la partició una mitra de l'un en l'altre; el peu general d'or, quatre pals de gules. Per timbre, una corona mural de poble.
Va ser aprovat ofocialment l'1 d'octubre de 2001 i publicat al DOGC el 23 del mateix més amb el número 3498.
La mitra és l'atribut del patró del poble, Cebrià de Cartago, bisbe de Cartago (segle iii). Els quatre pals de Catalunya recorden la jurisdicció reial sobre la localitat.